# Milton Flores
Milton Patricio Flores Venegas (Santiago, Chile, 25 de febrero de 1974) es un exfutbolista y entrenador de fútbol chileno. Actualmente dirige a Imperial Unido de la Tercera División A chilena.

## Trayectoria

### Como jugador
Realizó sus divisiones inferiores en Colo Colo, en 1991 es llamado para ser parte del equipo oficial de club, siendo integrante del plantel de Colo Colo que ganó la Copa Libertadores de 1991, además de conseguir el campeonato de Primera División de Chile 1991.
Entre 1997 y 1998 forma parte del plantel de Ñublense de Chillán, jugando por la Primera B. A causa de los serios problemas económicos del club chillanejo decide realizar la primera huelga de hambre por sueldos impagos en el fútbol chileno.

### Como entrenador
Ha dirigido principalmente en la Tercera División. En dicha categoría dirigió a Unión Temuco en 2008 y 2009, con quien obtuvo el título de campeón de la categoría en este último año. Tras el ascenso, fue Gerente Deportivo del mismo club en el año 2010 en el campeonato de la Primera B. 
Durante 2011 se hizo cargo de la dirección técnica de Municipal La Pintana. Desde junio hasta fines de 2012 dirigió a San Antonio Unido, en la Tercera División.
Tras años sin dirigir, en 2022 toma el mando de Pilmahue de la Tercera División B chilena.

### Como gerente deportivo
A comienzos del año 2013 asume las funciones de Gerente Deportivo de Deportes Temuco, por el campeonato de la Segunda División Profesional, cumpliendo un positivo desempeño en sus funciones, siendo además, una pieza fundamental en lo que sería la concretación de la Absorción de Deportes Temuco a Unión Temuco en mayo de 2013. El 13 de febrero de 2017 fue despedido de su cargo, ante lo cual demandó al cuadro de la Araucanía, obteniendo una sentencia favorable a sus pretensiones.

En 2019, es contratado como nuevo Gerente Técnico de San Antonio Unido.

## Clubes

### Como jugador
| Club      | País  | Año       |
| --------- | ----- | --------- |
| Colo-Colo | Chile | 1991-1997 |
| Ñublense  | Chile | 1997-1998 |

### Como entrenador
| Club                 | País  | Año       |
| -------------------- | ----- | --------- |
| Unión Temuco         | Chile | 2009      |
| Municipal La Pintana | Chile | 2011      |
| San Antonio Unido    | Chile | 2012      |
| Pilmahue             | Chile | 2022-2024 |
| Imperial Unido       | Chile | 2025-Act. |

## Palmarés

### Como jugador
| Título                    | Club      | País  | Año  |
| ------------------------- | --------- | ----- | ---- |
| Primera División de Chile | Colo-Colo | Chile | 1991 |
| Copa Libertadores         | Colo-Colo | Chile | 1991 |

### Como entrenador
| Título             | Club         | País  | Año  |
| ------------------ | ------------ | ----- | ---- |
| Tercera A de Chile | Unión Temuco | Chile | 2009 |